# Фраев, Сослан Михайлович
Сосла́н Миха́йлович Фра́ев (осет. Фрайты Михаилы фырт Сослан; род. 15 марта 1970, Беслан, Северо-Осетинская АССР) — советский, российский и узбекистанский борец вольного стиля, чемпион Европы, мастер спорта России международного класса.

## Биография
Сослан Фраев родился 15 марта 1970 года в городе Беслан Правобережного района Северо-Осетинской АССР. Тренировался у Рамазана Ахсарбековича Дзагоева. В 1989 году Фраев стал чемпионом СССР среди молодежи, а в 1992 году — бронзовым призёром чемпионата СНГ в Москве. В 1993 году он завоевал звание чемпиона России в Москве. В 1994 году Фраеву удалось стать чемпионом Европы по вольной борьбе. В 1995 году он занял второе место на чемпионате России в Перми. В 1996 году — бронзовый призёр Кубка мира. Трижды бронзовый призёр чемпионата Азии (1997, 1998, 1999). Победитель открытого чемпионата США (1992) и открытого чемпионата Африки в Каире.
1 сентября 2004 года бесланская школа № 1, в которой училось несколько поколений семьи Фраевых, была захвачена террористами. В заложники попали 1128 человек, в том числе 9 родственников Сослана Фраева, среди которых находилась и его мать. Его старший брат Руслан Фраев был застрелен террористами в самом начале захвата, став первым погибшим во время этого теракта. Мать Сослана погибла 3 сентября 2004 года после взрывов в спортзале. Вместе с другими местными жителями Сослан под обстрелом выносил детей из горящего здания.
Сослан Фраев окончил экономический факультет Чечено-Ингушского государственного университета имени Льва Николаевича Толстого.
По состоянию на 2011 год Фраев — депутат Парламента РСО-Алания по Сельскому избирательному округу № 12 Правобережного района. Также Фраев является председателем комитета по национальной политике и делам молодёжи и членом комитета по бюджету, налогам, собственности и кредитным организациям. Помимо этого Сослан Фраев — член депутатского объединения «Единая Россия».
Женат, живёт в Беслане. Отец 3 детей.

## Спортивные достижения
- Чемпион Европы в Риме (1994).
- Чемпион России в Москве (1993).
- Победитель открытого чемпионата США (1992).
- Победитель открытого чемпионата Африки в Каире.

## Награды и звания
- Медаль «За заслуги в развитии Олимпийского движения России».
- Звание «Заслуженный работник физической культуры и спорта»[4].